# لالی سولدویلا
لالی سولدویلا (اسپانیایی: Laly Soldevila‎؛ ‏ ۲۵ ژوئیهٔ ۱۹۳۳ – ۱۲ سپتامبر ۱۹۷۹) بازیگر اهل اسپانیا بود.
از فیلم‌هایی که وی در آن نقش داشته‌است، می‌توان به سرکش، سه عضو صلیب سرخ، روح کندوی عسل، زنده‌باد عروس و داماد و زندگی با چشمان بسته آسان است اشاره کرد.